# エンリケ・ブラッドフィールド・ジュニア
エンリケ・アントニオ・ブラッドフィールド・ジュニア（Enrique Antonio Bradfield Jr., 2001年12月2日 - ）は、アメリカ合衆国フロリダ州ペンブロークパインズ出身の野球選手（外野手）。左投左打。NCAAのヴァンダービルト大学所属。

## 経歴
高校時代の2019年にプログレッシブ・フィールドで行われた高校生のオールスターゲームに出場した。2020年のMLBドラフトで指名がなかったため、ヴァンダービルト大学へ進学した。
大学1年目の2021年から先発に定着し、SECの新人王を受賞した。
2年目の2022年のシーズン終了後にはハーレムベースボールウィークのアメリカ合衆国代表に選出された。
2023年のMLBドラフト1巡目(全体17位)でボルチモア・オリオールズから指名された。

## 詳細情報

### 代表歴
- 2022 ハーレムベースボールウィーク アメリカ合衆国代表